# Instant
Instant oder auch Instantan ist ein unendlich kleiner Moment der Zeit; ein Zeitpunkt, dessen Stattfinden unmittelbar ist.
Die Kontinuität der Zeit und ihre unendliche Teilbarkeit wurden zuerst durch Aristoteles in seinem Werk Physik durch die Paradoxien der Vielheit des Zenon thematisiert.
Der Philosoph und Mathematiker Bertrand Russell versuchte noch über zweitausend Jahre später die genaue Natur von instant zu definieren. In der Physik wurde als untere Grenze die Planck-Zeit vorgeschlagen, es ist die Zeit, die das Licht benötigt, um die Distanz einer Planck-Länge zurückzulegen. Die Planck-Zeit ist theoretisch die kleinste messbare Zeitspanne, die möglich ist und sein wird, sie beträgt etwa 10−43 Sekunden. Im Rahmen der heute bekannten geltenden Gesetze der Physik ist es nicht möglich, Zeitabschnitte, die kleiner als die Planck-Zeit sind, zu messen oder festzustellen. Es ist daher mit heutiger Technologie unmöglich festzustellen, ob eine Aktion existiert, die „instant“ auftritt, oder ob das Zeitintervall zu klein zum Messen ist.
Mit Stand Oktober 2020 liegt das kürzeste gemessene Intervall im Bereich von 247 Zeptosekunden (247e-21 Sekunden), das ist etwa das 4.6e24-fache der Planck-Zeit.